# Gann
Gann és una població dels Estats Units a l'estat d'Ohio. Segons el cens del 2000 tenia 143 habitants.

## Demografia
Segons el cens del 2000, Gann tenia 143 habitants, 51 habitatges, i 36 famílies. La densitat de població era de 290,6 habitants per km².
Dels 51 habitatges en un 41,2% hi vivien nens de menys de 18 anys, en un 58,8% hi vivien parelles casades, en un 9,8% dones solteres, i en un 29,4% no eren unitats familiars. En el 27,5% dels habitatges hi vivien persones soles l'11,8% de les quals corresponia a persones de 65 anys o més que vivien soles. El nombre mitjà de persones vivint en cada habitatge era de 2,8 i el nombre mitjà de persones que vivien en cada família era de 3,42.
Per edats la població es repartia de la següent manera: un 30,8% tenia menys de 18 anys, un 11,9% entre 18 i 24, un 28,7% entre 25 i 44, un 16,1% de 45 a 60 i un 12,6% 65 anys o més.
L'edat mediana era de 30 anys. Per cada 100 dones de 18 o més anys hi havia 110,6 homes.
La renda mediana per habitatge era de 37.500 $ i la renda mediana per família de 37.857 $. Els homes tenien una renda mediana de 30.938 $ mentre que les dones 11.750 $. La renda per capita de la població era de 10.717 $. Aproximadament el 5,6% de les famílies i el 17,7% de la població estaven per davall del llindar de pobresa.

## Poblacions més properes
El següent diagrama mostra les poblacions més properes.